# Billy-le-Grand

Billy-le-Grand este o comună în departamentul Marne, Franța. În 2009 avea o populație de 103 de locuitori.